# ユンデン・ワンチュク
ユンデン・ワンチュクは、モンゴル（内蒙古）の王族・政治家、中華民国の政治家。一般に、雲王と略称される。

## 事跡
1890年（光緒16年）、ハルハ（喀爾喀）右翼旗ジャサク（扎薩克）・ダルハン・ベイレ（貝勒）を継承する。1912年（民国元年）、親王として北京政府から認められ、ウランチャブ盟長とダルハン旗旗長を務めた。1932年（民国21年）10月、綏遠省ウランチャブ盟保安長官に任命された。
1933年（民国22年）7月、ユンデン・ワンチュクは、デムチュクドンロブ（徳王）とともに内蒙古自治会議を開催し、内蒙古の「高度な自治」を要求する運動を開始した。9月、内蒙古自治政府（後の内モンゴル自治政府とは別物）の委員長に、翌年3月には、蒙古地方自治政務委員会委員長に選出された。1935年（民国24年）2月、国民政府委員に任命されている。

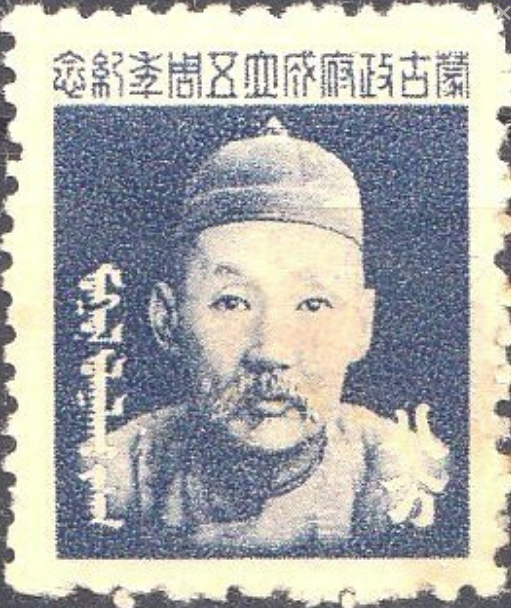
1944年の蒙古政府樹立5周年を記念した切手。ユンデン・ワンチュクの肖像が描かれている。

1936年（民国25年）5月、日本軍の援助・介入により蒙古軍政府が成立すると、ユンデン・ワンチュクが主席に、デムチュクドンロブが総裁に、それぞれ選出された。次いで、翌年10月に蒙古聯盟自治政府が成立すると、引き続きユンデン・ワンチュクが主席となっている。
1938年3月24日、68歳で病没。